# Дьёрдь, Моника
Моника Дьёрдь (рум. Mónika György; род. 13 июля 1982, Георгени, Харгита) — румынская лыжница, участница Олимпийских игр в Турине и Ванкувере.
В Кубке мира Дьёрдь дебютировала в декабре 2004 года, очков не набирала, лучший результат 44-е место в гонке на 10 км классикой в январе 2011 года. В Балканском кубке дебютировала в марте 2007 года, в феврале 2008 года одержал первую победу на этапах Балканского кубка. Всего на сегодняшний день имеет 11 побед на этапах Балканского кубка. В сезоне 2011/12 Дьёрдь победила в общем зачёте Балканского кубка, а до этого трижды была второй в общем зачёте и один раз третьей.
На Олимпиаде-2006 в Турине была 59-й в дуатлоне 7,5+7,5 км, 60-й в гонке на 10 км классикой, 59-й в спринте и 50-й в масс-старте на 30 км свободным стилем.
На Олимпиаде-2010 в Ванкувере стартовала в четырёх гонках: 10 км коньком — 42-е место, дуатлон 7,5+7,5 км — 54-е место, спринт — 44-е место, масс-старт на 30 км классическим ходом — 46-е место.
За свою карьеру принимала участие в четырёх чемпионатах мира, лучший результат 46-е место в дуатлоне 7,5+7,5 км на чемпионате-2011 в Осло.
Использует лыжи производства фирмы Fischer.